# Droge duinheide
Droge duinheide is een natuurdoeltype dat voornamelijk voorkomt in de duinen. De vegetatie bestaat uit ruigte. Het natuurdoeltype vergt een vochtig tot droog waterregime en een bodem die zuur tot matig zuur is. De bodem is oligotroof of mesotroof. Het natuurdoeltype komt voornamelijk voor op het bodemtype duinvaaggronden en in sommige gevallen is er een micropodzol aanwezig. Het natuurdoeltype vergt een diepe grondwaterstand en overstroomt nooit met oppervlaktewater. De vegetatie wordt gevoed door regenwater. Het natuurdoeltype vergt een oppervlakte van minimaal 5 hectare om zichzelf in stand te houden. 

## Plantengemeenschappen
Binnen het natuurdoeltype droge duinheide kunnen meerdere plantengemeenschappen voorkomen. Deze plantengemeenschappen hoeven niet allemaal voor te komen om het natuurdoeltype te bereiken.      
| Nederlandse naam                             | Wetenschappelijke naam      |
| -------------------------------------------- | --------------------------- |
| associatie van maanvaren en vleugeltjesbloem | Botrychio-Polygaletum       |
| associatie van zandzegge en kraaihei         | Carici arenariae-Empetretum |
| associatie van eikvaren en kraaihei          | Polypodio-Empetretum        |
| associatie van kruipwilg en kraaihei         | Salici repentis-Empetretum  |
| associatie van wintergroen en kruipwilg      | Pyrolo-Salicetum            |

Wanneer de soort kraaihei aanwezig is komt droge duinheide overeen met het habitattype vastgelegde ontkalkte duinen met Empetrum nigrum van de habitatrichtlijn. Wanneer er geen kraaihei aanwezig is komt het overeen met het habitattype atlantische vastgelegde ontkalkte duinen, wanneer de kruipwilg aanwezig is komt droge duinheide overeen met het habitattype duinen met Salix repens ssp. argentea.             